# حمد بن عیسی آل خلیفه
حمد بن عیسی بن سلمان آل خلیفه (عربی: حمد بن عيسى بن سلمان آل خليفة؛ ۲۸ ژانویهٔ ۱۹۵۰) پادشاه بحرین از ۱۴ فوریه ۲۰۰۲ است. او پیشتر به عنوان امیر بحرین از ۶ مارس ۱۹۹۹ حکومت می‌کرد.
او فرزند عیسی بن سلمان آل خلیفه امیر قبلی و اول امیر کشور بحرین است. این کشور از سال ۱۷۸۳ توسط سلسله آل خلیفه اداره می‌شود.

## دوران جوانی
حمد بن عیسی آل خلیفه در ۲۸ ژانویه سال ۱۹۵۰ در بحرین متولد شد. پدر وی عیسی بن سلمان آل خلیفه نام داشت. حمد بن عیسی پس از گذراندن دوران مدرسه برای ادامه تحصیل به انگلستان رفت. او فارغ‌التحصیل دانشکده افسری Leys School همپشر انگلستان در سال ۱۹۶۸ و Fort Leavenworth کانزاس آمریکا در سال ۱۹۷۲ است.

## حکومت
او پیش از این در سال ۱۹۶۴ سن ۱۴ سالگی با عنوان ولیعهد بحرین و در سال ۱۹۹۹ امیر بحرین شد. حکومت بحرین در سال ۲۰۰۲ از امیرنشین به پادشاهی تغییر نام داد.
او در ابتدای سلطنت خود، به اصلاحاتی از جمله آزادی تعداد زیادی از زندانیان سیاسی، انحلال دادگاه‌های امنیتی و آزادی احزاب سیاسی به صورت محدود، دست زد.

## اعتراضات در بحرین
در سال ۲۰۱۱، گروهی از شیعیان بحرین برای اعتراض به وضعیت سیاسی کشورشان دست به تظاهرات زدند و در همین زمان ارتش عربستان سعودی با هماهنگی حمد بن عیسی جهت سرکوب مردم بحرین وارد بحرین شد و با کمک پلیس بحرین اعتراضات را سرکوب کردند. در این درگیری‌ها تعدادی از شهروندان و نیروهای پلیس کشته شدند. حمد بن عیسی پس از این جریانات از فرماندهان سعودی تشکر کرد.